# Lasa (Cypr)
Lasa (gr. Λάσα) – wieś w Republice Cypryjskiej, w dystrykcie Pafos. W 2011 roku liczyła 67 mieszkańców.